# Chirolophis snyderi
Chirolophis snyderi és una espècie de peix de la família dels estiquèids i de l'ordre dels perciformes.

## Descripció
- Fa 20 cm de llargària màxima.[8][9]

## Hàbitat i distribució geogràfica
És un peix marí, demersal (fins als 490 m de fondària sobre fons tous i rocallosos) i de clima temperat, el qual viu al Pacífic nord-occidental i les costes adjacents de l'oceà Àrtic: des de la mar dels Txuktxis fins a l'oest del golf d'Alaska, la mar d'Okhotsk, l'estret de Tatària, Corea del Sud i la costa pacífica de Hokkaido.

## Estat de conservació
Apareix a la Llista Vermella de la UICN, ja que, per la seua naturalesa costanera, es veu afectat pel desenvolupament litoral, la contaminació de l'aigua i les fuites d'oli dels vaixells i d'altres productes químics. D'altra banda, la seua pesca incidental al mar d'Okhotsk representa un problema afegit (l'any 1995, la captura total de la flota pesquera russa hi fou de 4,3 milions de tones mètriques).

## Observacions
És inofensiu per als humans.